# Pierregot
Pierregot – miejscowość i gmina we Francji, w regionie Hauts-de-France, w departamencie Somma.
Według danych na rok 1990 gminę zamieszkiwało 250 osób, a gęstość zaludnienia wynosiła 102 osoby/km² (wśród 2293 gmin Pikardii Pierregot plasuje się na 749. miejscu pod względem liczby ludności, natomiast pod względem powierzchni na miejscu 1096.).